# سيرجي إيفانوف
سيرجي بوريسوفيتش إيفانوف (بالروسية: Серге́й Бори́сович Ивано́в؛ ولد في 31 يناير 1953 في لنينغراد) هو سياسي روسي. تولى منصب النائب الأول لرئيس الحكومة الروسية من 14 نوفمبر 2005 حتى 12 مايو 2008. كما شغل أيضا منصب وزير الدفاع من مارس 2001 إلى فبراير 2007. حينما كان سكرتير مجلس الأمن الروسي سابقاً، عمل أيضاً كمستشار لشؤون الأمن القومي للرئيس بوريس يلتسين، ولاحقاً للرئيس فلاديمير بوتين (نوفمبر 1999 إلى مارس 2001).
قبل انضمامه إلى الإدارة الاتحادية في موسكو، خدم إيفانوف في المخابرات الأجنبية السوفيتية (ولاحقاً الروسية) كاختصاصي في القانون واللغات الأجنبية، في الداخل والخارج (أوروبا وأفريقيا) منذ أواخر السبعينات إلى أواخر التسعينيات. في عام 1975، تخرج إيفانوف من قسم علم فقه اللغة من جامعة لينينغراد، حيث درس اللغتين الإنجليزية والسويدية، وأكمل الدراسات العليا لاحقًا في الاستخبارات المضادة والقانون في منسك.
في عام 1976 بدأ خدمته للينينغراد ومديرية لينينغراد أوبلاست KGB، حيث أصبح صديقاً لزميله فلاديمير بوتين.
من يوليو 1998 إلى أغسطس 1999 عمل إيفانوف كنائب لفلاديمير بوتين، ثم عين مديراً لجهاز الأمن الاتحادي. في نوفمبر 1999، عين إيفانوف من قبل يلتسين كسكرتير لمجلس الأمن وهي الهيئة المختصة بنصح الرئيس بشأن الأمن القومي. في مارس 2001، أصبح إيفانوف وزير دفاع روسيا، وهو أول مدني يعين لذلك المنصب. في 15 فبراير 2007، استقال إيفانوف كوزير دفاع بعد ترقيته لمنصب نائب رئيس الوزراء.